# Списък с ислямски термини на арабски
Това е списък на термини в исляма от арабски произход.
- Аллах –  Свещения Коран съдържа десетки прекрасни имена (атрибути) на Аллах, чрез които мюсюлманите могат да разпознаят Твореца на Вселената.
- Аллаху Акбар – литературното значение е „Аллах е най-велик“. Това е най-често използвания израз на чувства в света. Обикновено през деня мюсюлманите по този начин възхваляват Аллах.
- Алхамдулиллах – литературното значение е „Слава на Аллах“ или „Благодаря на Аллах“.
- А.с. – алейхи салам – мир нему – когато става дума за пратеник на Бог.
- Акида – вероучение.
- Ал-Хулафа’ал-Рашидун – основно се превежда като „праведни халифи“. Това е титлата, която е дадена на първите халифи след Пророка с.а.с.: Абу Бакр, ‘Умар ибн ал-Хаттаб, ‘Усман ибн Аффан и ‘Али ибн Аби Талиб, Аллах да е доволен от всички тях.
- Астагфируллах – литературното значение е „Аллах да ми прости“.
- Ассаламу алейкум – литературното значение е „Мир на теб“. Това е израз, използван от мюсюлманите за поздрав между тях.
- Ая, Аят – мн.ч. – литературния превод е „чудо или знак“. Това е малка част от низпосланието (знамение), което съдържа Свещения Коран.
- ‘Аср – следобед.
- ‘Ауду Биллах мин’аш-Шайтани’р-Раджим – Означава „Моля Аллах да ме спаси от прокудения Шейтан“.
- Барака – благословия.
- Бид’а – нововъведение в религията.
- Бисмиллахи-р Рахмани-р Рахим – литературното значение е „В името на Аллах Всемилостивия, Милосърдния“. По този начин започва всяка, с изключение на една глава (сура) от Корана.
- Гусл (гусул) – пълно ритуално измиване (къпане).
- Даджал – най-големия лъжец или антихриста.
- Далил – доказателство.
- Дауа – призив.
- Джазак Аллаху Хайран – „Аллах да ти въздаде добрина“.
- Джамия – място за служене и молитва, нарича се и „Масжид“.
- Джанна – едно от имената на Рая.
- Джаханнам – едно от имената на Ада.
- Джихад – силен стремеж и усилие за по-добър живот или борба да се защити нечий живот, имущество, свобода и религия. Това също се отнася и до освобождаване на хора от потисничество и тирания. Исляма твърдо отрича тероризма, отвличането на цивилни дори и по време на война.
- Дийн – начин на живот или религия.
- Ду’а – молба.
- Дунйя – човешкия живот в този свят в сегашната му форма.
- Еид (байрам) – Ислямски религиозни празници и поводи за празнуване. Мюсюлманите имат само два такива дни. Първия е в края на месеца на постите, а втория е възпоменание на това, което е направил Пророк Абрахам (Ибрахим).
- Закят – част от нечии спестявания (след като се извадят разходите), която трябва да се даде на бедните или на хора в нужда.
- Зикр (дикр) – споменаване на Аллах.
- Зухр (духр) – обед.
- И’тикаф – уединяване.
- Имам – религиозен учител или някой, който има много добри познания в исляма, който води хората в молитва.
- Ин ша Аллах – „Ако Аллах пожелае“ или „Моля се Аллах да пожелае“ и по-скоро има пожелателно значение.
- Ислям – литературното значение е „Отдаден на Твореца на Вселената“. В този контекст Исляма е единствената религия, приета от Бог. Посланието на Исляма (за единобожие) е същото, което са донесли и другите Пророци. Божествената религия е цялостна с низпосаното на Мухаммад с.а.с. – Свещения Коран.
- Истигфар – искане на прошка.
- Истихара – молитва за искане на напътствие от Аллах с.т. в случай на голяма нужда.
- Ифтар – разговяването след пост.
- Ихсан – лексикално означава правилно действие, добрина, милосърдие, искреност. Коренът означава усъвършенствам. В контекста на много хадиси думата носи специално религиозно значение – добротворство.
- ‘Ибада – служене (ед.ч); ‘ибадат – мн.число.
- ‘Иша – вечер.
- Кааба – кубична структура в Мека, към която мюсюлманите се обръщат по време на молитва. Това е първият дом за извършване на служене и за слава на Създателя на Вселената, построен от Ибрахим (Авраам).
- Кибла – посока към Кааба в Мекка. Мюсюлманите трябва да се обръщат в тази посока за всяка молитва.
- Кийам ал-лайл – стоене през нощта – така се нарича нощната молитва.
- Кийама (Йаум-ул-Кийама) – Деня на възкресението, Съдния ден.
- Коран – Свещената книга на мюсюлманите. Съдържа думите на Бог, без всякакви промени. Отхвърлянето и на едно знамение (ая) от Корана, води до анулиране на вярата на човек.
- Куфр – неверие.
- Кяфир – неверник (ед.ч.); куффар – мн.число.
- Ла иллаха Илла Аллах – литературното значение – Няма друг бог освен Аллах (Богът).
- Магриб – залез.
- Масжид – място за служене и молитва, също се нарича джамия.
- Махрам – родственик (чрез кръвна връзка, кърмене или поради брачни отношения), женитбата за когото е забранена.
- Медина – града, който е първият политически център на Исляма. Пророкът с.а.с. е изградил джамия в този град „ал-Масжид ал-Набауи“.
- Мекка – Свещения град в Саудитска Арабия, в който е Кааба. Това е града, в който пристигат милиони мюсюлмани, за да извършват поклонението Хадж.
- Мубахала – това е вид молитва, спомената в Корана, чрез която две страни (партии напр.), различаващи се по фундамента на учението в Исляма, заедно се молят, искайки Аллах да прокълне този, който е на грешен път.
- Муккалаф – пълнолетен според шариа’.
- Мунафик – лицемерен мюсюлманин, който ще бъде по-лошо наказан в Отвъдното дори от неверниците.
- Муслим – мюсюлманин – Име, давано на последователите на божествената религия Ислям. Името е използвано за първи път от Авраам, който се счита за баща на Исляма. Означава отдаден на Аллах.
- Мутауаатир хадис – хадис, предаден от толкова голям брой хора, че на практика е невъзможно да са се наговорили да излъжат.
- Мухаммад – Последния Пророк и Пратеник на Бог сред хортата. Той е последния от пророците, сред които са такива имена, като Авраам, Ной, Мойсей, Исус (а.с.). Няма нов Пророк или Пратеник, изпратен при хората. Мухаммад с.а.с. е пряк потомък на Авраам.
- Мушрик (мн.ч.) мушрикийн) – Политеист или някой, който прави нещо против Създателя.
- Наафил (нафиле) – допълнителни (доброволни).
- Насиха – лексикално носи много значения – добър съвет, пречистен от завист и заблуда; да се действа или постъпва справедливо; честност; неподкупност други.
- Нийа’ (нийет) – намерение (ед.ч.); нийат – мн.число.
- Нифас – послеродово кръвотечение.
- Р.А. – Акроним за „РадиАллаху анху/а“ и се използва по отношение на близките до Пророка с.а.с. сподвижници. Превежда се като „Аллах да е доволен от него/нея“.
- Рак’а (рекат, рекят) – цикъл от движения и думи по време на молитва.
- Руку – поклон по време на молитва, който се извършва с навеждане напред.
- С.а.с. – салаллаху алейху уа салам – Аллах да го благослови и с мир да го дари – приветствие, което се отнася до Пратеника на Аллах Мухаммад.
- С.т.(сут) – „Субханаху уа та’ала“, което означава „Пречист е Аллах (от съдружници – други богове, потомство и пр) и Всевишен“
- Салят – Предписана по начин на изпълнение молитва в Исляма.
- Салаф асл-Салих – Праведните ни предшественици
- Саум (пост, оруч, говеене)– Въздържане от храна, вода, лоши привички, действия и думи от изгрев до залез слънце в продължение на месец Рамадан. Поста е задължителен за мюсюлманите, които не са болни, жените, които не са в месечен цикъл и до 40-ия ден след раждането.
- Сахаба/ ас-сахаба – Близък сподвижник на Пророка с.а.с.
- Сахих хадис – достоверно предание.
- Сежде (суджуд) – земния поклон, при който се допират до земята седм части на тялото.
- Сира – Биография.
- Сура – Една от 114-те глави (части) на Корана.
- Сунна – Разказ за пътя на Пророка с.а.с. и поведението му през живота. Служи като пример за служене на Мюсюлманите.
- Сухур – сутрешното хранене преди поста.
- Таби'ин – поколението от последователи – ученици на сподвижниците.
- Тайамум – ритуално сухо обмиване посредством пясък или прах. Извършва се в случаи, в които използването на вода за 'уду (абдест) може да навреди на човека, когато няма вода или тя е в много ограничено количество. В зависимост от намерението, тайамума може да замени 'уду или гусл.
- Тажуид – правилното четене на Коран.
- Такбир – казване на Аллаху Акбар (Аллах е най-велик).
- Такуа – богобоязливост.
- Тарауих – нощната молитва, която се изпълнява само през Рамадан.
- Тасабих – произнасяне на Субхан Аллах.
- Таслим – казването на поздрава салям.
- Тауба – покаяние.
- Таухийд – единобожие.
- Тахажуд – нощната молитва.
- Ташахуд – засвидетелстване (мн.ч.).
- Улама – Учените мюсюлмани.
- Умма – общността на мюсюлманите.
- ‘Уду/ абдест – обмиване при малка нечистота, което се изисква преди извършване на някои действия на служене – молитва например.
- Фажр – зазоряване.
- Фард – строго задължение, неизпълнението на което е грях.
- Фатуа – юридическо мнение относно Ислямския закон.
- Фикх – ислямската юриспруденция.
- Фитна – превежда се като гражданска борба, война размирица, страдание, изкушение, изпитание, сатанинско дело...
- Хадж – предписано поклонение в Мекка в определен период от време. Всеки мюсюлманин, който има възможност, е длъжен да извърши това поклоничество поне веднъж в живота си.
- Хадис – думата в литературен превод означава „казване“ и се отнася до изказването на някого. Обикновено, тя се отнася до събрани и записани думи и дела на Пророк Мухаммад с.а.с., които служат като обяснение на думите на Корана. Някои от най-известните събирачи на хадиси, са Бухари, Муслим, Имам Абу Дауд, Имам ан-Нисаи, Имам Ибн Маджа, Имам ат-Тирмиди.
- Хадис-кудси – свещен хадис.
- Хаид (хаиз) – месечен период на жената.
- Халал – нещо законно или разрешено в Исляма.
- Халиф – религиозен и политически лидер на общността на мюсюлманите.
- Харам – нещо незаконно или неразрешено в Исляма.
- Хатим ан-Нубуат – „Последното Пророчество“. В кораничните знамения се споменава, че Пророк Мухаммад с.а.с. е последния Пророк, изпратен като милост за хората, „Печата на Пророците“.
- Хора на Писанието – по този начин Бог нарича Юдеите и Християните в Свещения Коран.
- Шариа’ – ислямският закон.
- Шейтан – Сатана; извора на злото в този свят.
- Шейх – мъдър или възрастен човек.
- Ширк – съдружаване; мушрик – съдружаващ; мушрикийн – съдружаващи.
- Шуара – съвет